# Ángela Posada Swafford
Ángela Posada Swafford es una periodista, autora y editora colombiana. Nació en Bogotá (Colombia), y vive en Miami Beach (Estados Unidos).
10 años escribiendo temas de ciencia para audiencias no especializadas, que incluyen astronomía, astronáutica, paleontología, geología, oceanografía, genética, medio ambiente, biodiversidad, evolución, arqueología y astrofísica, entre muchos otros. Miembro de la Primera Expedición Científica Colombiana a la Antártida, 16 de febrero de 2014 – 24 de marzo de 2015.

## Biografía
Posee un grado en idiomas de la Universidad de Los Andes, una maestría de Periodismo por la Universidad de Kansas, y es becaria del Knight Science Journalism Fellowship otorgada por el Instituto Tecnológico de Massachusetts (MIT), una oportunidad de un año en Cambridge para periodistas veteranos que necesiten sumergirse en estudios científicos avanzados y conectarse con algunos de los investigadores más importantes que están forjando la ciencia de hoy. También es la corresponsal en Estados Unidos de Muy Interesante, la principal revista de temas científicos en idioma español, editada mensualmente en Madrid, con una circulación en español y portugués de 2.5 millones en Iberia, y más en algunos países de Latinoamérica.
Es autora de la colección de novelas de ciencia ficción para chicos y adultos Los Aventureros de la Ciencia, basada en sus propias aventuras y en investigaciones reales.
Sus artículos han aparecido en varios idiomas en revistas que incluyen a National Geographic, Astronomy Magazine, WIRED, New Scientist, The Boston Globe, The Miami Herald, Gatopardo, Travesías y El Tiempo de Colombia, entre otras publicaciones. Ocasionalmente colabora con investigaciones y documentales para Discovery Channel y Animal Planet, y también graba y narra sus propios documentales radiales para National Public Radio.
Ha escrito desde el campo acerca de asuntos oceanográficos, botánica, selvas tropicales, biodiversidad, viajes y aventura, biología, cambio climático, geología, paleontología y arqueología, astrofísica y astronomía, historia, tecnología e industria del espacio en general y en lo que concierne América Latina, incluyendo entrevistas a astronautas de origen hispano y astronomía hecha en este continente; otros temas incluyen genética, calentamiento global, contaminación, grandes proyectos de la física, exploración del abismo.
Su trabajo la ha llevado desde el Polo Sur Geográfico y círculo polar Ártico en Alaska, hasta la cima del volcán hawaiano de Mauna Kea, desde la tundra de Newfounland en Canadá, hasta los pantanos de hipopótamos de Zimbabue; desde los 3000 pies en el fondo del Caribe hasta los 15 000 pies de altura en el Cerro Paranal de Chile, que alberga algunos de los grandes telescopios del mundo. Desde escuchar los latidos del corazón de la ballena jorobada en un submarino naval, hasta seguirle los pasos a un geólogo en África en busca de las rocas más antiguas del planeta. Colabora estrechamente con la NASA , sirviendo como periodista para los vuelos parabólicos de entrenamiento en microgravedad de astronautas y estudiantes, desde el Centro Espacial Johnson en Houston.
Entre 1989 y 1995 ocupó varias posiciones en El Nuevo Herald, incluyendo editora de Viajes, Comida y Restaurantes, y traductora. Durante cinco años también tuvo una columna semanal en las páginas editoriales del periódico, sobre temas ambientales.

Creo que la ciencia, el trabajo de los científicos, debe contarse como un cuento. Narrarse con las herramientas de la buena literatura. Explicarse correctamente en todo su maravilloso poder. Humanizarse. Traducirse a lo que es relevante para la sociedad. Usarse como un instrumento de seducción y entretenimiento y por lo tanto, de mejoría. Y creo en la exploración, la fuerza que hace posibles los más grandes avances de la humanidad.
Obsesionada por vivir los mapas de mi propia cartografía mental, y en busca de ciencia sobre la cual escribir, he recorrido el mundo para entender la gasa del universo; y hablar con las mentes brillantes que empujan a diario las nuevas fronteras del entendimiento. A través de mis artículos, novelas, poesía y documentales de radio y TV, he querido alcanzar a niños y jóvenes y mujeres y minorías y adultos de todas las miradas. Porque aprender cómo la ciencia moldea nuestra existencia misma y cómo rige nuestra evolución, no es un privilegio. Es un derecho social?

## Obra
- Colección AVENTUREROS DE LA CIENCIA, para chicos y grandes. Cada libro incluye un DVD.
- Dinosaurios Sumergidos.
- El Dragón del Espacio.
- Detectives del ADN.
- En el Corazón de las Ballenas.
- Terror en el Cosmos.
- 90 Grados de Latitud Sur.
- Un enemigo invisible.

Producciones en las que ha colaborado en distintas calidades, tales como co-producción de campo, libretos, edición y traducción de libretos, presentación en cámara o editora de contenidos:
- Los Amores de Colón , nominada a un Emmy por libretos; Telemundo, 1992.
- Bolivia , serie de 6 horas de viajes, nominada a un Emmy por libretos; The Travel Channel, 1990.
- Discovery Channel Eco-Channel Patagonia, 1999.
- Paseando con Dinosaurios y La Estación Espacial Internacional, Discovery Channel Latinoamérica/BBC, 2000.
- Pablo Escobar, Discovery Channel Latinoamérica, 2005.
- Ballenas en Abrolhos, Animal Planet.
- Un Latido Gigante, Universo Discovery, Discovery Channel Latinoamérica.
- Seguridad Máxima, Discovery Channel Latinoamérica.
- Costa Rica y la NASA, Conexión Discovery, Discovery Channel Latinoamérica.
- Antártica, Caracol TV, Colombia, 2007.

### Documentales de radio
Programa ambiental Living on Earth de National Public Radio/ grabado en el campo, escrito y narrado por la autora:
- Fish Songs (Grant Gilmore estudia los peces a través de sus sonidos en Mosquito Lagoon, Cabo Cañaveral, y trabaja con NASA para desarrollar una sonda acústica), 2001 Manatees in Florida, 2002.
- Colombia's Civil War and the Environment, 2003 (El daño que las guerras antinarcóticos están causando en el medio ambiente; serie de 3 partes que incluye visita a la Base de Tres Esquinas en Caquetá, Colombia).
- Colombia Pipeline, 2003 (Sobrevuelo sobre el oleoducto de Caño Limón y visita a las instalaciones de Ecopetrol).

### Membresías
- Sociedad de Periodistas Ambientales, SEJ , exmiembro del Directorio.
- Sociedad Nacional de Escritores de Ciencia, NASW.
- Sociedad Nacional de Periodistas Hispanos, NAHJ.